# Nervos intercostais
Os nervos intercostais são ramos ventrais dos nervos torácicos localizados entre o segmentos T1 e T11. Os nervos intercostais localizam-se entre as costelas, apresentam-se em pares e fornecem a inervação sensitiva e motora do tórax e abdômen, e são distribuídos principalmente na pleura torácica e peritônio abdominal e diferem dos ramos anteriores dos outros nervos espinhais, pois cada um deles segue um curso independente sem formação de plexo.
Consistem em 12 pares de nervos situados sob as costelas. Tais nervos podem ser afetados por doenças responsáveis por causar dores nas costas, como a herpes zoster e a nevralgia, normalmente sendo indicativo de baixa imunidade ou estresse.
Os dois primeiros nervos fornecem fibras para o membro superior, além de seus ramos torácicos; os próximos quatro são limitados na sua distribuição às paredes do tórax; os cinco menores fornecem as paredes do tórax e do abdômen. O sétimo nervo intercostal termina no processo xifóide, na extremidade inferior do esterno. O 10º nervo intercostal termina no umbigo. O duodécimo (subcostal) torácico é distribuído na parede abdominal e na virilha.
Ao contrário dos nervos do sistema nervoso autônomo que inervam a pleura visceral da cavidade torácica, os nervos intercostais surgem do sistema nervoso somático. Isso lhes permite controlar a contração dos músculos, bem como fornecer informações sensoriais específicas sobre a pele e pleura parietais. Isso explica por que o dano à parede interna da cavidade torácica pode ser sentido como uma dor aguda localizada na região lesada. O dano à pleura visceral é experimentado como uma dor não localizada.

## O primeiro nervo torácico
A divisão anterior do primeiro nervo torácico divide-se em dois ramos: um, o maior, deixa o tórax na frente do pescoço da primeira costela e entra no plexo braquial; o outro ramo mais pequeno, o primeiro nervo intercostal, corre ao longo do primeiro espaço intercostal e termina na frente do tórax como o primeiro ramo cutâneo anterior do tórax.
Ocasionalmente, esse ramo cutâneo anterior está faltando.
O primeiro nervo intercostal raramente desencadeia um ramo cutâneo lateral; mas às vezes envia um pequeno ramo para se comunicar com o intercostobraquial.
Do segundo nervo torácico freqüentemente recebe um galho de conexão, que sobe sobre o pescoço da segunda costela. Esse nervo foi descrito pela primeira vez por Kuntz em 1927. Existe uma variação anatômica considerável, mas o nervo Kuntz pode estar presente em 40 a 80% da população.

## Nervos torácicos superiores: 2º-6º
As divisões anteriores do segundo, terceiro, quarto, quinto e sexto nervos torácicos, e o pequeno ramo do primeiro torácico, são confinados às paredes do tórax e são denominados nervos intercostais torácicos.
Eles passam para frente nos espaços intercostais abaixo dos vasos intercostais. Na parte de trás do tórax, eles se encontram entre a pleura e as membranas intercostais posteriores, mas logo correm entre os intercostais internos e os intercostais mais íntimos, em seguida, situam-se entre a pleura e os intercostais internos.
Perto do esterno, eles se cruzam na frente da artéria mamária interna e do músculo transverso toráceo, perfuram os intercostales internos, as membranas intercostais anteriores e o peitoral maior e fornecem o integumento da frente do tórax e sobre a mama, formando os ramos anteriores cutâneos do tórax; a raiz do segundo nervo se une com os nervos supraclaviculares anteriores do plexo cervical.
O quarto nervo intercostal é inervado por mecanorreceptores cutâneos que se adaptam lentamente e que se adaptam rapidamente, especialmente por alguns densamente embalados sob a aréola;  inervação desencadeia subseqüentemente a liberação de oxitocina, que, quando na corrente sanguínea periférica, causa contração e aleitamento de células mioepiteliais: este é um exemplo de reflexo muscular não inervo-nervoso.

### Ramos
Numerosos filamentos musculares delgados fornecem os Intercostales, os Subcostales, os Levatores costarum, o Serratus posterior superior e o Transversus thoracis. Na parte frontal do tórax, alguns desses ramos atravessam as cartilagens costais de um espaço intercostal para outro.
- Os ramos cutâneos laterais são derivados dos nervos intercostais, a meio caminho entre as vértebras e esterno; eles atravessam intercostales externi e serratus anterior e dividem-se em ramos anterior e posterior.
- Os ramos anteriores correm para o lado e a parte anterior do peito e da pele, quatro ramos anteriores do nervo que fornecem a aréola e a mama; aqueles do quinto e sexto nervos fornecem as digitações superiores do obliquus externus abdominis.
- Os ramos posteriores correm para trás e fornecem a pele sobre a escápula e Latissimus dorsi.

O ramo cutâneo lateral do segundo nervo intercostal não se divide como os outros, em um ramo anterior e posterior; é chamado de nervo intercostobraquial.

## Nervos torácicos inferiores: 12

### Ramo cutâneo lateral
O ramo cutâneo lateral do último nervo torácico é grande e não dividido.
Perfura os músculos oblíquos internos e externos, desce sobre a crista ilíaca em frente ao ramo cutâneo lateral do nervo ilio-hipogástrico e é distribuído para a pele da parte frontal dos músculos da glútea, alguns dos seus filamentos que se estendem tão baixo quanto o maior trocânter do fêmur.

## Imagens adicionais

Sistema nervoso
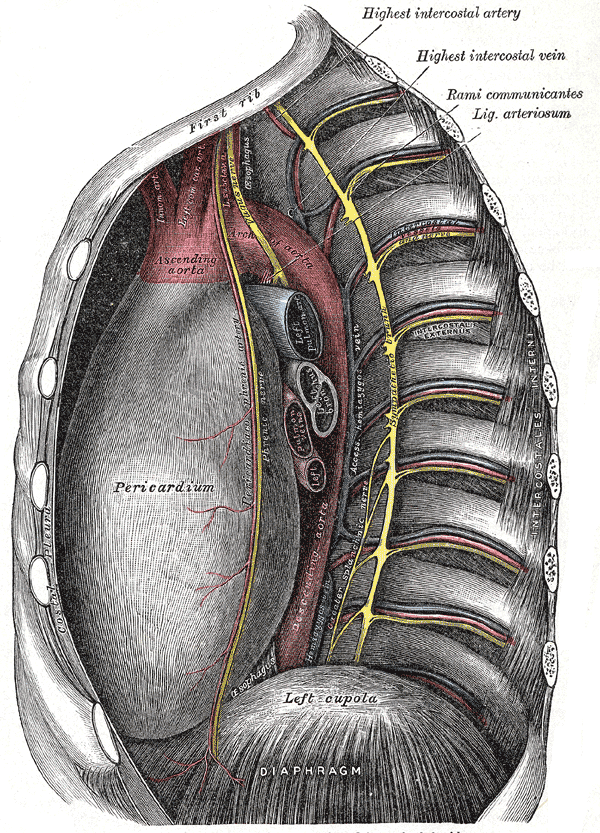
Espaço intercostal, visto da esquerda
Plexo braquial
Plexo braquial com cursos de nervos espinhais mostrado